# جيري أرمسترونغ
جيرارد «جيري» جوسيف أرمسترونغ (بالإنجليزية: Gerry Armstrong)‏ ، من مواليد 23 مايو 1954 في بلفاست في إيرلندا الشمالية ، لاعب كرة قدم إيرلندي شمالي.
لعب مع منتخب إيرلندا الشمالية لكرة القدم.

## روابط خارجية
- جيري أرمسترونغ على موقع الاتحاد الدولي (مؤرشف)  (الإنجليزية)
- جيري أرمسترونغ على موقع الاتحاد الأوربي (الإنجليزية)
- جيري أرمسترونغ على موقع قاعدة بيانات كرة القدم.إي يو (الإنجليزية)
- جيري أرمسترونغ على موقع ناشيونال فوتبول تيمز (الإنجليزية)